# Fugazi (EP)
Fugazi es el EP debut de la banda estadounidense de post-hardcore Fugazi, lanzado en noviembre de 1988 a través de Dischord Records. 

## Listado de canciones
1. "Waiting Room" – 2:54
2. "Bulldog Front" – 2:53
3. "Bad Mouth" – 2:36
4. "Burning" – 2:39
5. "Give Me the Cure" – 2:59
6. "Suggestion" – 4:44
7. "Glue Man" – 4:21

## Músicos
- Ian MacKaye – vocales, guitarra
- Guy Picciotto – vocales
- Joe Lally – bajo
- Brendan Canty – batería

- Datos: Q3311072